# Bezirk Jirondai
Jirondai ist ein Bezirk (distrito) des indigenen Territoriums Ngöbe-Buglé in Panama. Die Einwohnerzahl betrug laut Volkszählung 2023 25.804. Es liegt in der Unterregion Ño Kribo.
Er wurde durch Gesetz 33 vom 10. Mai 2012 geschaffen und trennte sich vom Bezirk Kankintú.

## Gliederung
Der Bezirk Jirondai ist administrativ in folgende Corregimientos unterteilt:
- Samboa (cabecera)
- Bürí
- Guariviara
- Man Creek
- Tuwai